# Reichblütige Ölweide

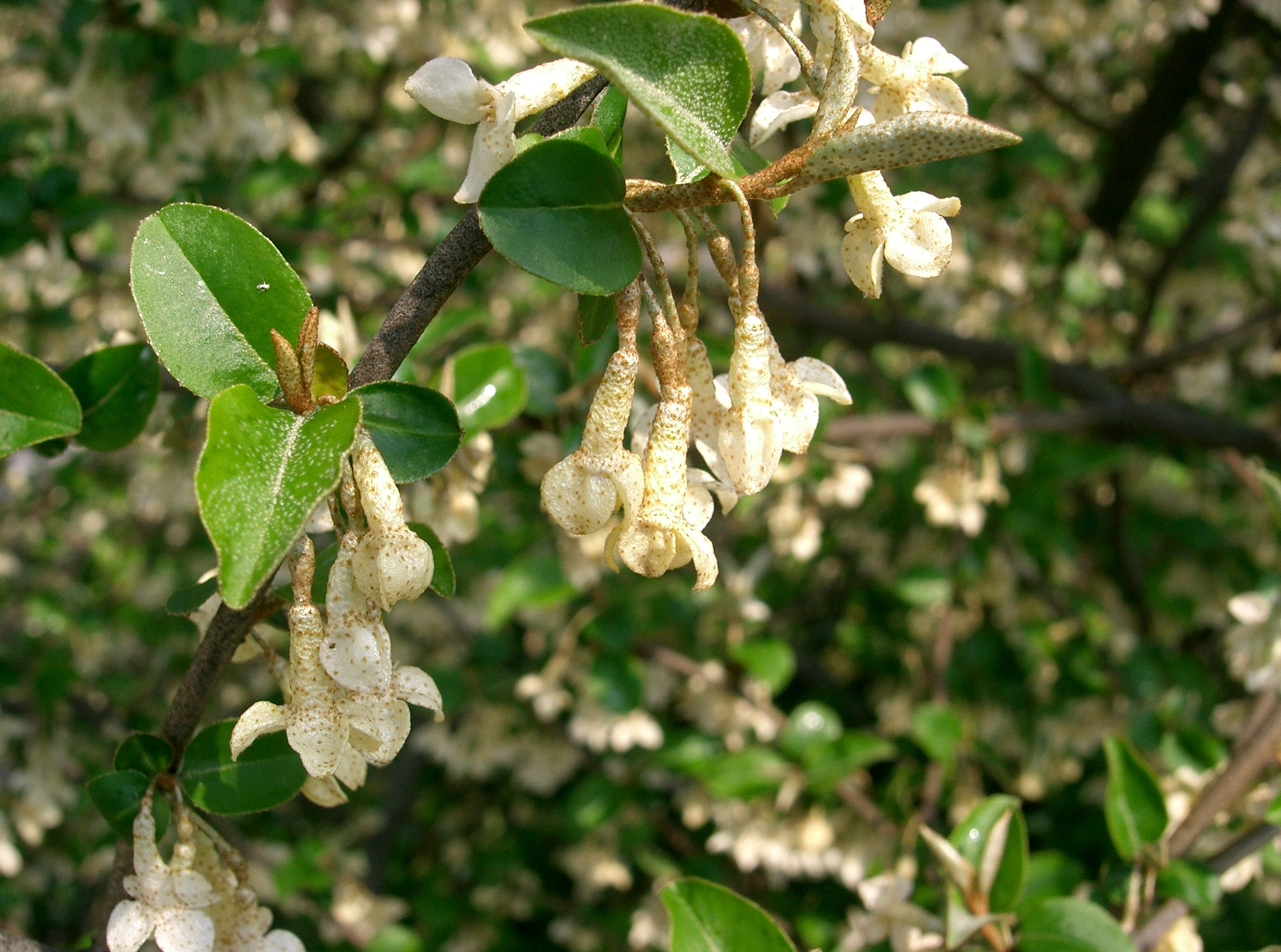
Blüten von Elaeagnus multiflora

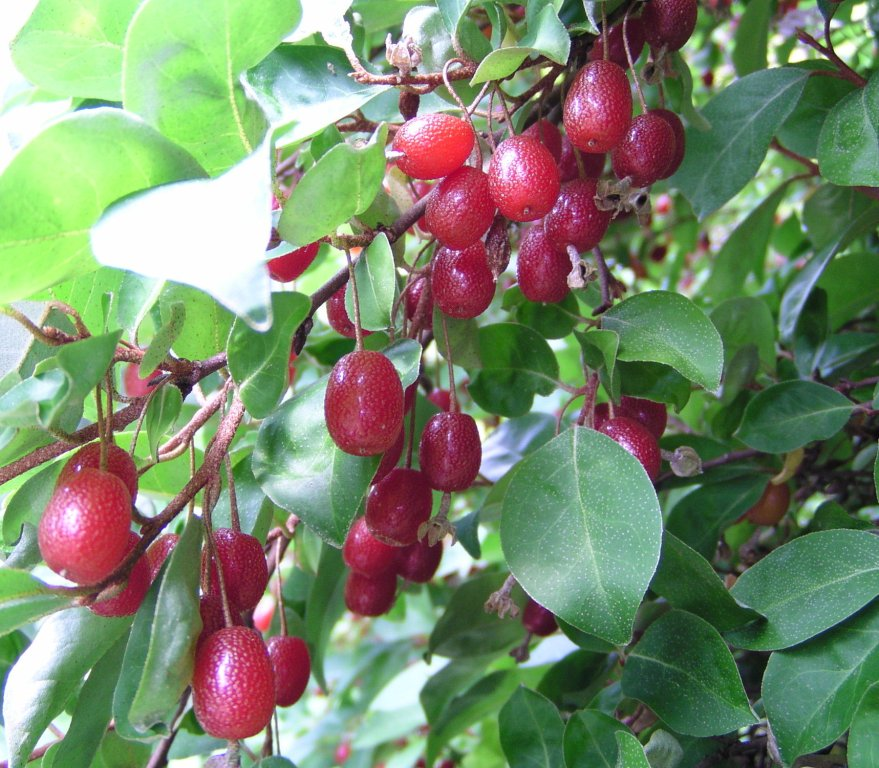
Früchte

Die Reichblütige Ölweide (Elaeagnus multiflora Thunb.), auch Essbare Ölweide, Rote Sommer-Ölweide, Langstielige Ölweide, Japanische Ölweide genannt, ist eine Pflanzenart aus der Gattung der Ölweiden (Elaeagnus) innerhalb der Familie der Ölweidengewächse (Elaeagnaceae).

## Verbreitung
Die Pflanzenart ist in Nordostasien von China, Korea und Japan verbreitet. In Deutschland findet man sie in Parks, Gärten und an Straßenrändern in naturnahen Hecken.

## Beschreibung
Die Reichblütige Ölweide ist ein frostharter und robuster, laubabwerfender, unbewehrter, 2–8 m hoher Strauch. Die leicht raue bis feinschuppige Borke ist grau-braun.
Die wechselständigen, kurz gestielten, unterseits fahlgrünen Laubblätter sind eiförmig bis elliptisch oder lanzettlich bis verkehrt-eiförmig. Die Blätter sind bis etwa 10 Zentimeter lang, mit einem etwa 0,5 Zentimeter langen Blattstiel. Sie sind ganzrandig und an der Spitze sind sie abgerundet oder rundspitzig bis zugespitzt. Der Blattstiel ist meist weiß bis silbrig oder bräunlich geschuppt. Die jungen Blätter sind unterseits, mit vielen weißen bis silbrigen und einigen bräunlichen Schuppen (Schülfern) überzogen, die dann weniger werden. Oberseits sind sie weiß und punktiert, sternhaarig behaart und verkahlen dann langsam. Die Nervatur ist gefiedert, mit fein ausgebildeten Seitenadern.
Die Blüten erscheinen achselständig, einzeln oder in kleinen Gruppen, meist zu zweit. Die zwittrigen, gestielten, vierzähligen, meist hängenden Blüten sind weiß-gelblich und mehr oder weniger weiß bis silbrig oder bräunlich geschuppt mit einfacher Blütenhülle. Die Kronblätter fehlen und der Blütenbecher ist länglich, röhrig. Die vier weißen, petaloiden Kelchblätter sind glockenförmig verwachsen, mit kürzeren, dreieckigen, spreizenden Zipfeln. Die Staubblätter im Schlund sind kurz. Der Fruchtknoten ist mittelständig, mit einem Griffel mit länglicher, fleischig-zungenförmiger Narbe. Es ist ein Diskus vorhanden.
Die weißen, im Verblühen gelblichen, süß duftenden Blüten erscheinen im Mai, Juni. Die dunkelrot-braunen bis orangeroten, mehr oder weniger weiß punktiert-geschuppten, eiförmigen bis ellipsoiden, etwa 1,2–1,4 Zentimeter großen, einsamigen Steinfrüchte sind essbar, saftig, süß-sauer, sie reifen im August, September. Die orange-hellbräunlichen, schmal-ellisoiden Samen (Steinkerne) sind rippig und 8–10 Millimeter lang.

## Ökologie
Ähnlich wie Hülsenfrüchtler (Leguminosen) und andere Ölweidengewächse ist die Reichblütige Ölweide in der Lage, mit Hilfe von in Symbiose lebenden Bakterien (Frankia) Luftstickstoff in knöllchenartigen Gebilden an der Wurzel zu binden, umzuwandeln und den Pflanzen verfügbar zu machen. Analog zu den Mykorrhiza nennt man diese Form der Symbiose Aktinorrhiza. Die Pflanze gedeiht daher auch auf nährstoffarmen Böden, ist widerstandsfähig gegen Hitze, Trockenheit und Wind, und somit als Pioniergehölz zur Befestigung von Böschungen und Dünen geeignet. Zur Blütezeit ist sie eine gute Bienenweide.

## Verwendung
Die Reichblütige Ölweide findet als Ziergehölz mit Fruchtschmuck Verwendung. Außerdem ist sie ein Nutzgehölz – wegen der Fähigkeit, auf nährstoffarmem Boden zu wachsen. Die saftigen, süß-sauren Steinfrüchte können zu Marmelade, Gelee oder Kompott, gemischt mit anderen Früchten, verarbeitet werden. Nur reife Früchte sind zum Frischverzehr schmackhaft. Die Früchte können auch zu alkoholischen Getränken vergoren werden.

## Sonstiges
Die Reichblütige Ölweide kann manchmal mit der sehr ähnlichen Korallen-Ölweide (Elaeagnus umbellata), die auch aus Nordostasien stammt, verwechselt werden.
Die Sorte 'Sweet Scarlet' mit großen Früchten stammt aus der Ukraine und wurde in Kew Gardens (London) selektiert. Andere Sorten sind 'Red Cherry' mit duftenden Blüten und schmackhaften roten Früchten und 'Variegata' mit marmorierten hellgelb gemusterten Blättern.